# Дворец водных видов спорта (Саратов)
Дворец водных видов спорта — одно из крупнейших крытых спортивных сооружений в Саратове, предназначенное для проведения тренировок и соревнований по водным видам спорта. Построен в 2020 году при поддержке Председателя Государственной Думы Федерального Собрания Российской Федерации Вячеслава Володина.

## История строительства
Планы по строительству Дворца водных видов спорта в Саратове появились после того, как саратовский прыгун в воду Илья Захаров завоевал «золото» Лондонских Олимпийских игр в 2012 году. В мае 2014 года на строительство спортивного объекта из федерального бюджета было выделено 50 миллионов рублей на условиях софинансирования, но в июне 2015 года реализация проекта была приостановлена.
В августе 2017 года Вячеслав Володин во время визита в Саратовскую область и посещения стройплощадки Дворца водных видов спорта отметил необходимость возобновления строительства.

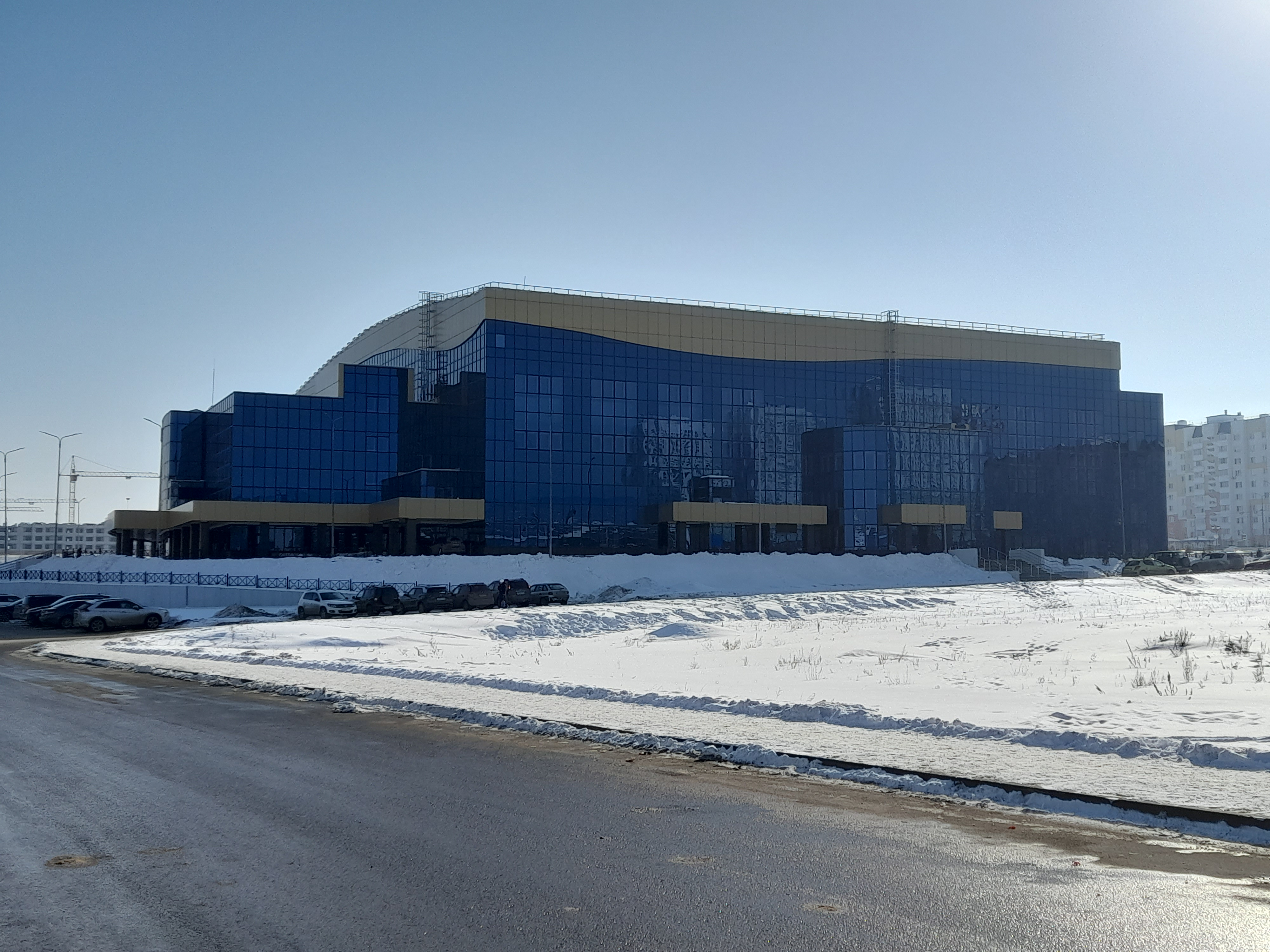
Дворец вид сбоку

В декабре 2017 года Государственной Думой РФ был принят Федеральный закон «О федеральном бюджете РФ на 2018 год и плановый период 2019 и 2020 годов». Согласно нормативному акту, поддержку из федерального бюджета получил ряд инициатив, которые планировалось реализовать в скором времени в Саратове и Саратовской области, и строительство Дворца водных видов спорта в Саратове стало одной из таких инициатив. Финансирование объекта было запланировано на три года. Председатель Государственной Думы РФ курировал реализацию проекта и оказывал помощь в сборе необходимых денежных средств. В феврале 2018 года при его поддержке Правительство РФ выделило Саратовской области 60 млн рублей на первый этап строительства Дворца водных видов спорта.
В 2018 году на стройплощадке велись работы по гидроизоляции фундаментов, блоков стен подвала, были закуплены металлоконструкции, завершены земляные работы, установлены сваи.
12 февраля 2019 года подписано распоряжение о выделении 695 млн 400 тысяч рублей на софинансирование строительства Дворца водных видов спорта в Саратове.
С 2019 по 2020 год строители возвели каркас здания, стены подвала, произвели монтаж кровельного покрытия, смонтировали опоры-перекрытия, завершили бетонирование и заливку чаши бассейна, штукатурные и фасадные работы, внутреннюю отделку, подведение коммуникаций, утепление стен, установили козырьки над входами, вставили окна, облицевали наружные стены Дворца керамическим гранитом, поставили витражи, установили плавательные бассейны, бассейны для прыжков в воду, а также вышки для них, ванны для обучения плаванию. Строители проложили ливневку, вентиляцию. Со стороны входов, в соответствии с проектом, фасад сделали стеклянным. Были произведены работы по благоустройству территории, уложена тротуарная плитка.
В декабре 2020 года Дворец водных видов спорта был сдан в эксплуатацию. В нём расположены три бассейна: плавательный на 10 дорожек; прыжковый с вышкой и платформами на высоте 3, 5, 7,5 и 10 метров; детский — для обучения плаванию. Рядом с главными бассейнами расположены трибуны на 1000 мест, также есть специальный гимнастический зал для тренировок.
16 февраля 2021 года состоялось торжественное открытие Дворца водных видов спорта, 15 марта стартовала продажа абонементов, а 29 июня во Дворце водных видов спорта впервые прошли соревнования по синхронному плаванию. 1 июля 2021 года Дворец водных видов спорта был внесён во Всероссийский реестр объектов спорта по решению Департамента инвестиционного развития и управления государственным имуществом Министерства спорта России.
С 7 по 9 июля 2022 года во Дворце водных видов спорта прошли Всероссийские соревнования по прыжкам в воду «Кубок Поволжья». Две сотни спортсменов со всех уголков России приехали в Саратов проявить свое мастерство.